# Monte Mojo
Il monte Mojo (o monte Moio) è un monte della Sicilia. È un cono vulcanico situato alla sinistra orografica del fiume Alcantara, nei pressi dell'abitato di Mojo Alcantara, a nord del monte Etna, nella Sicilia orientale.

## Caratteristiche
Il monte è alto 709 metri sul livello del mare e si eleva per circa 150 metri dalla piana circostante. Ha un diametro di circa 700 metri.
A differenza dei crateri laterali dell'Etna il monte Mojo ha la base al di fuori dell'edificio vulcanico etneo, elevandosi dalle argille della valle dell'Alcantara. Esso costituisce un cratere eccentrico e pertanto caratterizzato dalla non condivisione del condotto vulcanico con l'Etna, avendo in comune con questa soltanto il bacino magmatico. 
In base agli studi di Wolfgang Sartorius von Waltershausen del 1880 si riteneva che le lave che si trovano lungo il corso dell'Alcantara, che danno origine alle gole dell'Alcantara e che si allungano fino al mare creando il promontorio di capo Schisò, su cui i greci fondarono la colonia di Naxos, fossero il prodotto di un'unica grande eruzione del monte Mojo. 
Gli studi degli anni ottanta del XX secolo hanno trovato che le lave sono il prodotto di almeno tre distinte eruzioni provenienti da centri eruttivi collocati più a nord, sul fianco nord orientale dell'Etna, nei pressi di Randazzo. 
Le analisi petrografiche svolte nei pressi del monte Mojo fanno inoltre ritenere che tale centro eruttivo abbia storicamente prodotto ben poche lave e una notevole quantità di materiale piroclastico.